# Cathayanthe biflora
Cathayanthe es un género monotípico de plantas  perteneciente a la familia Gesneriaceae.  Su única especie: Cathayanthe biflora Chun, es originaria de China.

## Descripción
Es una hierba, perennifolia, rizomatosa, sin tallo y con pocas hojas, estas son basales con el limbo seríceo o pubescente y la base cuneada. Las inflorescencias son laxas, axilares, con brácteas aparentemente ausente. Cáliz zigomorfo. Corola de color púrpura, zigomorfa, pubescentes en el interior piloso; tubular, ligeramente gibosa abaxialmente hacia las extremidades. El fruto en cápsula.

## Taxonomía
Cathayanthe biflora fue descrita por Woon Young Chun y publicado en Sunyatsenia 6(3–4): 283–285, pl. 47. 1946.
Etimología
Cathayanthe: nombre genérico que alude a su localización en Catay (nombre con el que se conocía a China en la antigüedad), y el sufijo άνθη, anthē = "flor".
biflora: epíteto latino que significa "con dos flores".